# Whom God Hath Joined
Whom God Hath Joined è un cortometraggio muto del 1914 diretto da Webster Cullison.

## Produzione
Il film fu prodotto dall'Eclair American e venne girato a Tucson, in Arizona.

## Distribuzione
Distribuito dall'Universal Film Manufacturing Company, il film - un cortometraggio di venti minuti - uscì nelle sale cinematografiche statunitensi il 6 maggio 1914.